# コントラアルトクラリネット

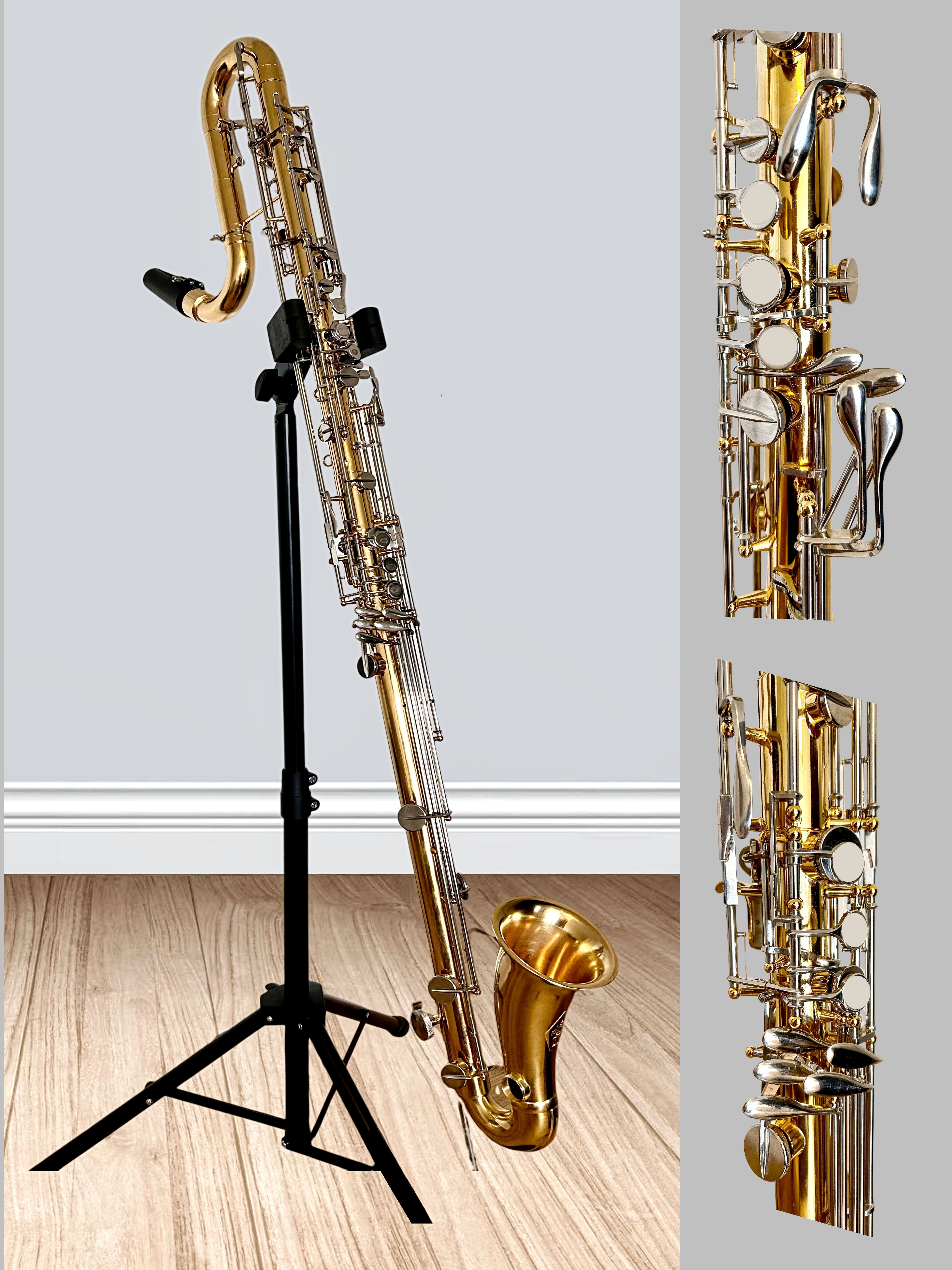
ルブラン・パリ社のコントラルトクラリネットの機構の細部

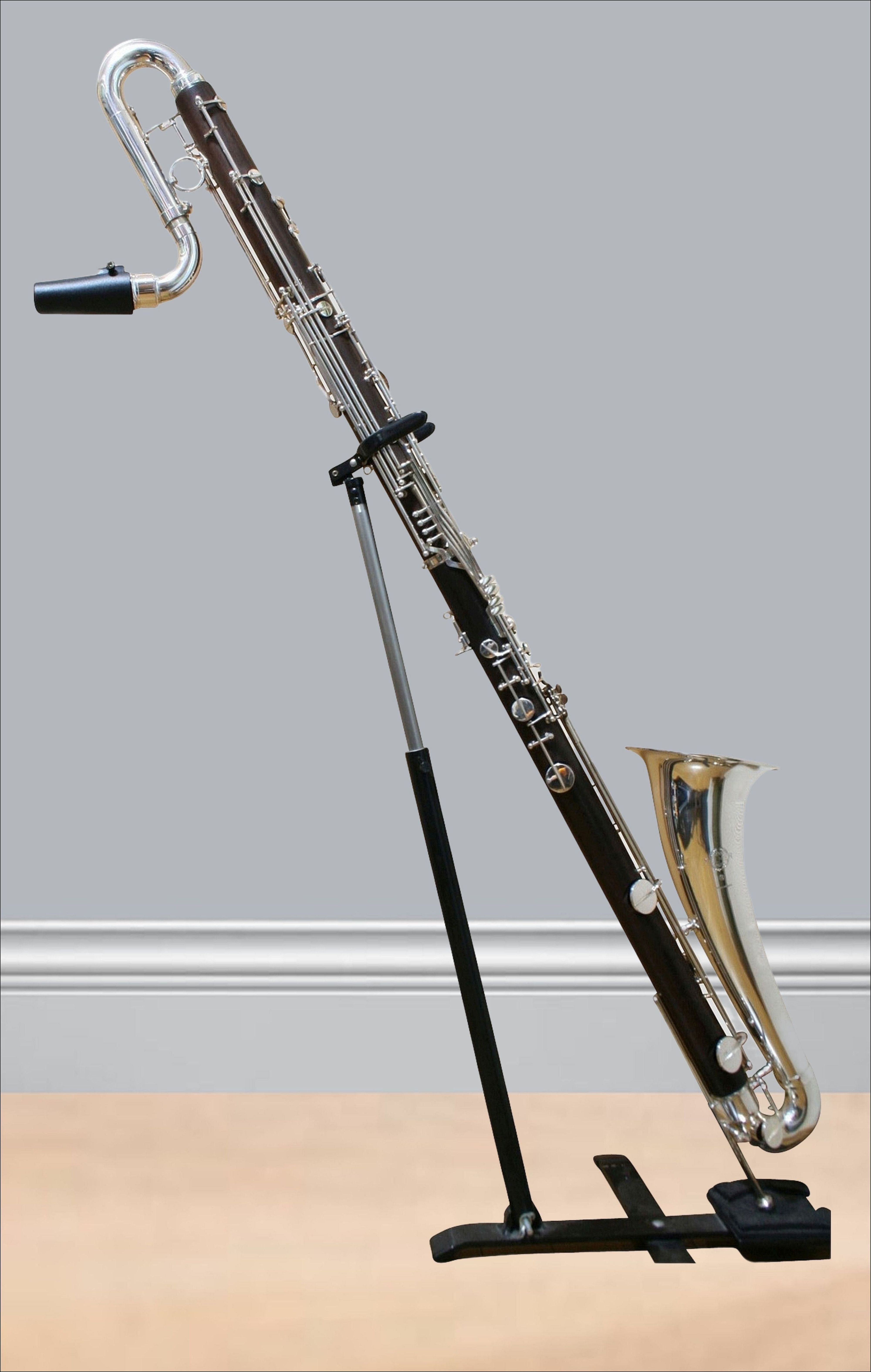
ヘンリー・セルマー・パリ社のコントラアルトクラリネット

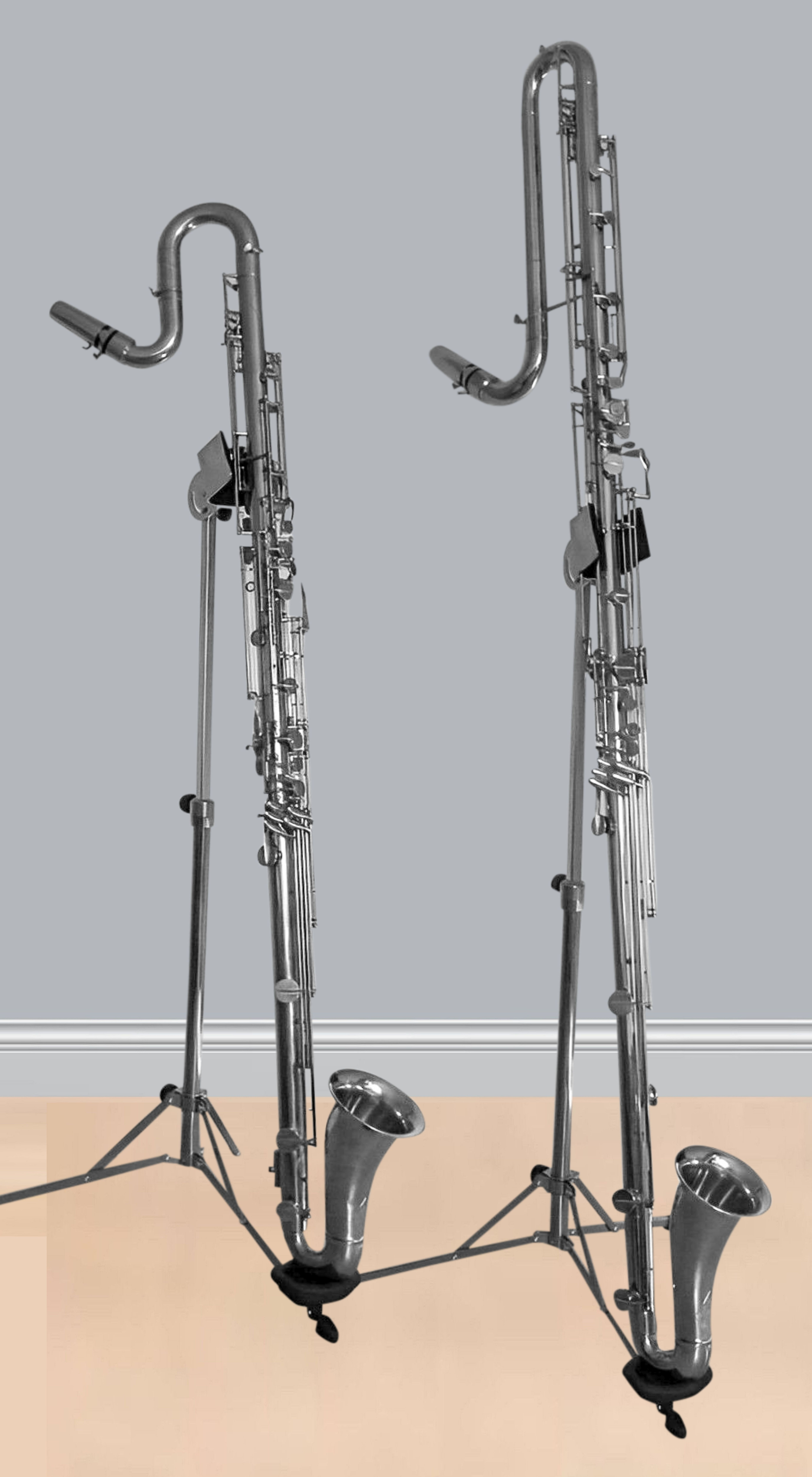
ルブラン・パリ社のコントラアルトクラリネット（右）とコントラバスクラリネット（左）の比較

コントラアルトクラリネット（英：Contra-alto clarinet）は、木管楽器の一つで、クラリネット属の管楽器。

## 概要
コントラアルトクラリネットは、クラリネット属の中でも大きく、低い音が出る楽器である。コントラアルトクラリネットは変ホ調（in E♭）の移調楽器で、しばしばE♭（またはEE♭）コントラバスクラリネットとも呼ばれる。また、「コントラルト・クラリネット」と呼ばれることもあるが、これは間違いである（「コントラルト」は「アルト」の意味であるから、後述のアルトクラリネットを指すことになってしまう）。アルトクラリネットよりも1オクターブ低い音が出る楽器で、バスクラリネットより大きく、B♭コントラバスクラリネットよりも小さい。よく使われているクラリネット属の楽器の中で2番目に大きい楽器である。
他のクラリネットと同様、コントラアルトクラリネットはシングルリードで音を出す木管楽器である。コントラアルトクラリネットのキー配列は他のもっと小さなクラリネットと同じであり、同じ指使いで演奏することが可能である。コントラアルトクラリネットには、最低音が記譜音E♭（変ホ）まで出る楽器と、さらに下の記譜音C（ハ）まで出る楽器が存在する。

## 歴史
コントラアルトクラリネットがクラリネット属に加わったのは比較的最近のことである。最初のコントラアルトクラリネットは19世紀の前半に開発された。当時の楽器はヘ調（in F）が多く、バセットホルンより1オクターブ低いことから、コントラバセットホルンと呼ばれていた。アルバート（おそらくウジェーヌ・アルバートの息子であるE.J.アルバート）は1890年ごろにヘ調の楽器を製作した。19世紀後半から20世紀初頭に、変ホ調（in E♭）のコントラアルトクラリネットが最終的にある程度の評価を確立した。

## 楽器の用途
この楽器は吹奏楽やクラリネットアンサンブルでベースラインを担当する楽器として使われることが多い。コントラアルト向けに書かれた譜面が少ない場合には、バリトンサックスの譜面を吹けば同じ音程を出せるし、バスーンやチューバといったハ調（in C）の低音部記号で書かれた譜面を高音部記号として読むこともできる（その際、CからE♭に移調し、臨時記号も必要に応じて読み替える）。また、時折ジャズでも使われることがあり、この楽器のために作られたソロ作品も存在している。コントラアルトクラリネットは、ブロードウェイで伴奏をする楽団で使われることも多く、ソプラノクラリネットやバスクラリネットの持ち替え楽器としてスコアに記載されている。
コントラアルトクラリネットは、マーチングバンドでもスーザフォンやバリトンサックスのパートを分担するために使われることがあるが、その大きさと重さのため、パレードでは行進させないバンドが多い。

## 楽器メーカー
コントラアルトクラリネットを製造している楽器メーカーの数は多くない。ビュッフェ・クランポン社とヘンリー・セルマーパリ社はバスクラリネットを大きくしたようなストレートタイプの楽器を製造しており、現在のところ木製で製造しているのはこの2社のみである。ルブランUSA社（Vitoブランド）やセルマーUSA（Bundyブランド、ブッシャーブランド）、マーティン・フォーグなどは、同じようなストレートタイプのプラスチック製の楽器を製造している。ルブラン・パリ社は、ペーパークリップのように折れ曲がった形をしている楽器と、セルマー・パリ社やルブランUSA社、マーティン・フォーグと同じようなストレートな形をした楽器の、2つの形式の金属製楽器を製造している。

## メーカーによるマウスピースの違い
コントラアルトクラリネットは、メーカーによって適合するマウスピースの種類が以下のように異なる。
- ビュッフェ・クランポン：バスクラリネット用のマウスピース
- ヘンリー・セルマーパリ/セルマーUSA：コントラアルトクラリネット用のマウスピース
- ルブラン・パリ/ルブランUSA：コントラバスクラリネット用のマウスピース